# 재키 스완슨
재키 스완슨(Jackie Swanson, 1963년 6월 25일 ~ )은 미국의 배우, 텔레비전 배우, 영화배우이다.
그랜드래피즈에서 태어났다.

## 영화
- 찰리 윌슨의 전쟁 (2007년)
- 그 남자에겐 뭔가 특별한 향기가 있다 (2000년)
- 오블리비언 2 (1996년)
- 오블리비언 (1994년)
- 위기 침입 (1988년)
- 성숙 (1988년)
- 리썰 웨폰 (1987년)
- 치어스 (1982년)